# Käkilahti
Käkilahti är en vik i Finland. Den ligger i Kajana i landskapet Kajanaland, i den centrala delen av landet, 500 km norr om huvudstaden Helsingfors.